# عادل أديب آغا

عادل أديب آغا

عادل أديب آغا هو شاعر وكاتب وصحفي فلسطيني ولد في ترشيحا، فلسطين في 1944 وتوفي في السعودية في 1988 م (1364 - 1408 هـ).

## حياته
وُلد في بلدة ترشيحا في الجليل الأعلى في فلسطين، ونزح مع أسرته عن فلسطين بعد سقوط الجليل في حرب 1948 عند الاستيلاء على الجليل (الملاصق للحدود الفلسطينية مع لبنان) واستقر في سورية. تلقى تعليمه في حلب ودمشق وتخرج من كلية الآداب في جامعة دمشق، وعمل مدرسًا في مدارس وكالة غوث اللاجئين التابعة للأمم المتحدة في سورية. انتقل عام 1981 إلى السعودية وعمل مدرسا وكان مسؤولاً عن تحرير الأدب والفن في عدد من الصحف والمجلات هناك، منها: جريدة الرياض، مجلة الجيل، مجلة التوباد، كما كتب المسلسلات للإذاعة والتلفزيون السعودي.
توفي بنوبة قلبية في الرياض سنة 1988.

## شعره
كتب الشعر في سن مبكرة، وكان عضواً في اتحاد الكتاب العرب، واتحاد الكتاب والصحفيين الفلسطينيين، وجمعية «شعر».
حسب «معجم البابطين» لشعراء العربية، كتب عادل الأغل قصائده على نسق التفعيلة، «مع تنويع على هذا الأصل. يحاول أن يؤصل لنفسه موقعًا في زمن التحولات، أهم ما يتميز به أسلوبه الجريء في تشكيل الاستعارة»

### من أعماله الشعرية والمسرحية
1. دوائر الغضب (مسرحية شعرية) 1972.
2. لعبة الكلمات المتقاطعة (مسرحية شعرية) 1973.
3. زهور لمليشيا الفرح 1974.
4. شتاء الوردة موسم الصخر 1975.
5. الهرب من الميدان 1976.
6. أغنيات عربية (أناشيد أطفال) 1979.
7. وجه للفرح ذاكرة للصحراء 1980.
8. متى تنبت السنبلة 1980.
9. طريق الخالدين، مسرحية، 1967.
10. شموع على الدرب، شعر، 1967.
11. الشهداء يخرجون إلى المدينة، 1970.
12. يوم خروج الديناصور من الثلج، مسرحية، 1976.
13. زمن قبل الحزن، 1977.
14. سيف من المستحيل، مسرحية، 1977.
15. شهادة الخنجر في حضرة الأرض، 1978.
16. الفقراء يبحثون عن عنترة، مسرحية، 1979.
17. حكايات فلسطينية، مسرحية، 1980.
18. العصافير تشعل النار، مسرحية، 1983.
19. يا بنات الجيل، رواية، 1985.
20. أبداً من دمي، شعر، 1987.

## تكريم بعد وفاته
نال وسام القدس للثقافة والفنون عام 1990.

## وصلات خارجية
- معجم البابطين لشعراء العربية في القرنين التاسع عشر والعشرين
- " Iraqi National Library and Archive
- " الشعر الفلسطيني المعاصر
- " هوية - تاريخ وروايات
- " تكملة معجم المؤلفين &bull; الموقع الرسمي للمكتبة الشاملة
- " وكالة الانباء والمعلومات الفلسطينية
- " اتحاد الكتاب العرب في سورية | عادل أديب  نسخة محفوظة 30 يوليو 2014 على موقع واي باك مشين.
- " موسوعة التراجم والأعلام